# Фигуш-Бистри, Вилиам
Вилиам Фи́гуш-Би́стри (словац. Viliam Figuš-Bystrý, настоящее имя Вилиам Даниэль Фи́гуш словац. Viliam Daniel Figusch, известен также под псевдонимом Ян Би́стри словац. Ján Bystrý; 28 февраля 1875, Нойзоль, Австро-Венгрия ныне Банска-Бистрица Словакия — 11 мая 1937, там же) — словацкий композитор, фольклорист и педагог.

## Биография
С 1885 года по 1889 год учился в гимназии. С 1889 года по 1893 год учился в педагогическом институте в Банска-Штьявница. С 1893 года работал сельским учителем и органистом в небольших городах на территории современных Словакии, Венгрии и Хорватии (тогда — Австро-Венгрии). С 1906 года руководил хором и давал частные уроки игры на фортепиано в Банска-Бистрице. В 1914 году сдал экстерном экзамен в Музыкальную академию Ференца Листа в Будапеште (класс композиции 3олтана Кодая). С 1921 года преподавал музыку в Учительском институте в Банска-Бистрице. С 1890 года до конца жизни занимался собиранием, публикацией и обработкой словацкого музыкального фольклора, делал обработки венгерских народных песен. В 1906—1915 годах издал  пятитомный сборник словацких народных песен в обработке для голоса с фортепиано («Slovenské ľudové piesne»); а в 1925—1931 годах — полное собрание («1000 slovenských ľudových piesní»). В своих сочинениях использовал западно-словацкий (детванский) музыкальный фольклор, в частности, разбойничьи песни и так называемые травницы.

## Сочинения
- «Детван»[3] / Detvan (1928, Братислава, по одноимённой поэме Андрея Сладковича)
- кантата «Словацкая песня» / Slovenská piesen (1913)
- кантата «Той нашей деревенькой» / Тоu našou dedmockou (1920)
- сюита для оркестра «Из моей юности» / Z mojej mladosti
- цикл песен для голоса с фортепиано «Мечты» / Túžby (1920)
- цикл песен для голоса с фортепиано «Мама моя» / Mati moja (1933)
- вокально-инструментальная сцена «Под Поляной» / Pod Poľanou (1937)
- соната для скрипки с фортепиано (1934)
- 3 сонатины для скрипки с фортепиано
- 2 струнных трио (1936)
- цикл «Из детской жизни» для скрипки, альта и фортепиано / Z detskeho zivota (1912)
- фортепианный квартет (1918)
- «Листки из альбома» для фортепиано / Listky do pamätnika (1922)
- «Словацкая соната в лидийском ладу» для фортепиано (1935)
- пьесы для органа